# Nicola Rubino

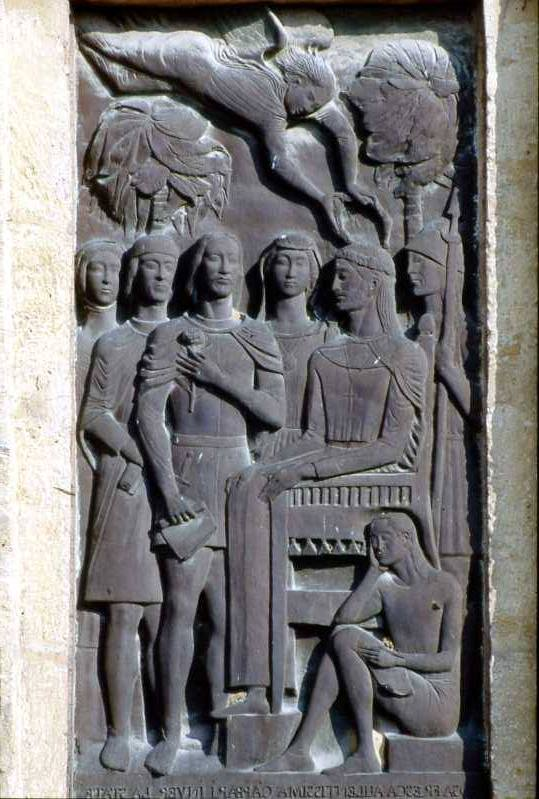
Cielo d'Alcamo alla corte di Federico II, bassorilievo

Nicola Rubino (Alcamo, 3 aprile 1905 – Roma, 25 febbraio 1984) è stato uno scultore e pittore italiano.

## Biografia

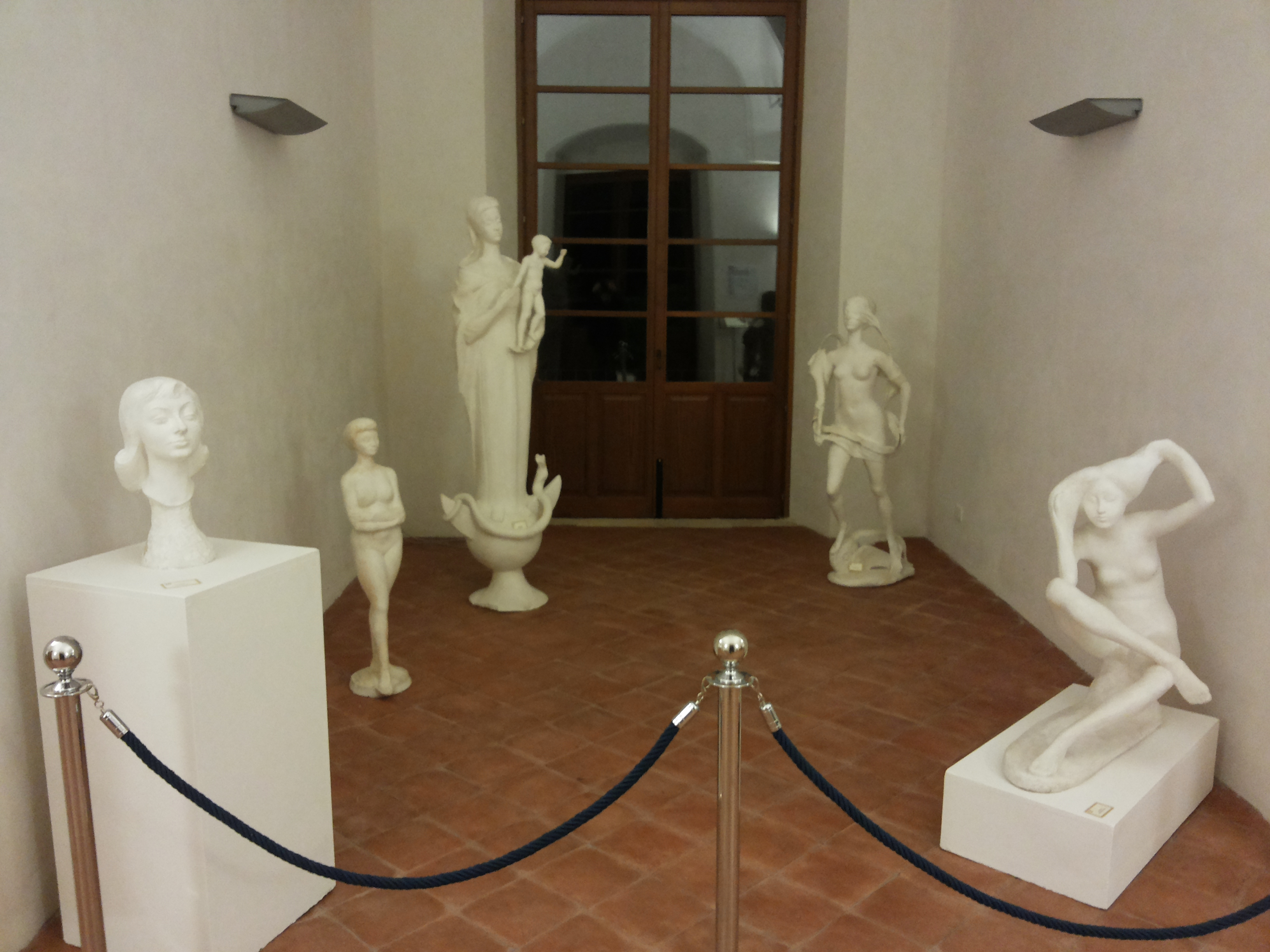
Sculture (gessi) di Nicola Rubino

Nato da Francesco e Caterina Cudia, ha frequentato il Liceo Classico della sua città; nel 1925, a soli 20 anni, Rubino si trasferì a Roma dove frequentò l'Accademia di Belle Arti e dove intrattenne rapporti di amicizia e collaborazione con numerosi artisti contemporanei come Luigi Montanarini, Virgilio Guzzi, Renato Marino Mazzacurati, Mario Mafai, Giovanni Omiccioli, Pericle Fazzini e Franco Gentilini; partecipò fin dai primi anni alla vita culturale romana e frequentò attivamente artisti e intellettuali come Manlio Sarra,  Renato Guttuso e  Federico Fellini.
Possiamo senza dubbio considerare Nicola Rubino come uno dei più significativi rappresentanti dell'arte Italiana del Novecento nonché esponente della vita artistica e culturale di Via Margutta nel suo periodo più florido e produttivo. 
Dal 1966 Nicola Rubino ha dovuto affrontare una disabilità neurologica che si è aggravata negli anni successivi e che ha inevitabilmente condizionato negativamente il suo percorso artistico.
Nella sua espressione artistica ritroviamo influssi, contiguità e continuità con quella vivace ed eterogenea corrente artistica culturale denominata "Scuola romana" che proprio in quegli anni raggiungeva la sua massima vitalità..
Le sue opere, oltre ad essere presenti in numerose città italiane, sono esposte in mostre, musei e collezioni private in Italia e all'estero. Una pregevole collezione è ospitata in mostra permanente presso il Museo d'arte contemporanea di Alcamo dell'ex Collegio dei Gesuiti.
La sua ricchissima produzione artistica, che va dalla seconda metà degli anni venti all'inizio degli anni ottanta, ha preso vita nel suo studio in via Margutta. 
Nicola Rubino ama le figure femminili, che tornano spesso nelle sue sculture, nei disegni e anche nelle opere pittoriche. In queste ultime, proprie del suo ultimo periodo di attività, usa colori forti per sottolineare un inconfondibile linguaggio simbolico naturale.
Nel 1942, partecipò alla IV Quadriennale di Roma e nel 1948 prese parte alla Rassegna d'arte figurativa di Roma.

Nel 1952 partecipò alla V Quadriennale di Roma e alla XXVI Biennale di Venezia e le sue opere furono poi esposte all'estero, Grecia, Turchia e Egitto, Spagna e Francia.
Tra il 1953 e il 1959 prese parte alla Mostra d'arte del Mezzogiorno di Roma (1953), di Napoli (1953 e 1954), dove gli viene assegnato il premio Salvator Rosa, quindi alla Mostra Internazionale della medaglia (Palazzo Venezia a Roma). Nel 1953 gli venne pure assegnato uno dei dieci premi al concorso per il monumento al Prigioniero Politico Ignoto.

Partecipò alla XXVII Biennale di Venezia nel 1954 e nel 1956 vi allestì una mostra personale di medaglie ed espose quattro opere alla Quadriennale di Roma.
Lavora anche per dei committenti privati (Targioni, Fusi, Lombardo di Roma), e all'attività artistica collega anche quella di insegnante presso le Scuole Medie e il Liceo Artistico di Roma.
Nel 1956 il Ministero dei trasporti gli commissionò il portale, in pietra d'Istria, per la stazione di Venezia Santa Lucia. In questo bassorilievo, alto sei metri e largo cinque, Rubino ha rappresentato in maniera piuttosto lineare, Venezia attraverso gli avvenimenti più importanti della sua storia: il rinvenimento del corpo di San Marco, la Repubblica di Venezia, la conquista di Costantinopoli, la battaglia di Lepanto e le Crociate.
Nel 1958 prese parte al Premio Internazionale Città di Carrara e nel 1959 alla Mostra Internazionale delle Medaglie alla Zecca di Bruxelles.
Nel 1959 vinse un concorso bandito dalla Provincia di Roma e realizzò un bassorilievo in bronzo per l'Istituto Tecnico "Maffeo Pantaleoni" di Roma.
Nel 1961 realizzò i bassorilievi, in bronzo, della settecentesca Porta Palermo di Alcamo, commissionatigli nel 1961 dall'allora sindaco Ludovico Corrao e raffiguranti "Il poeta Cielo d'Alcamo alla corte di Federico II" e la "Vita attiva di Alcamo".
Rubino ha partecipato, nel 1963, alla Rassegna Arti Figurative di Roma e del Lazio e, con due opere, alla Mostra Concorso di Arti Figurative dell'INPS; inoltre ha realizzato quindici medaglie presentate alla "Esposizione Internazionale della medaglia religiosa contemporanea" (Palazzo Braschi a Roma) e cinque medaglie alla "Exposicion de la medalla actual" di Madrid (1964).
Tra il 1964 e il 1973 vinse 5 concorsi e realizzò i bassorilievi, in marmo e bronzo, destinati agli edifici dell'INPS di Lecce, Campobasso, Roma Eur, Siracusa e Cuneo.

Il bassorilievo presso l'Inps di Roma rappresenta una visione idealizzata del lavoro: sono raffigurati il lavoro agricolo e quello artigianale, con al centro una famiglia proletaria: Rubino vuole intendere il lavoro come unità e riscatto sociale di questa.
Nel 1965 partecipò, con cinque opere, alla IX Quadriennale di Roma ed espose, a Parigi, nove medaglie alla Mostra "La medalle italienne à la Monnale de Paris". Due anni dopo, presentò nove medaglie all'Esposizione della medaglia francese italiana spagnola (Palazzo Braschi) a Roma.
In seguito le sue opere sono state esposte a Roma, nel 1972, in una mostra personale presso la Galleria "II Camino" e nel 1973 presso il Club Internazionale dell'Antiquariato di Roma.

Nel 1977 Nicola Rubino espose i suoi quadri nella sua prima personale di pittura alla Galleria "San Marco" di Roma.
Dopo la sua morte avvenuta a Roma, la moglie e i due figli disposero che alcune sue opere venissero donate al Comune di Alcamo, con l'impegno di destinarle al museo presso il Castello dei conti di Modica; la collezione è composta, oltre a 10 tele, da 27 opere, tra gessi e bronzi, create tra gli anni Cinquanta e i Sessanta, e testimoniano come Rubino cercasse sempre la semplicità della forma, del movimento: la "Ballerina", la "Donna che si pettina", la "Bagnante faraonica", la "Madre con bambino" ne sono alcuni esempi.
Presenti anche alcune figure allegoriche: "La giustizia" (bassorilievo in bronzo traforato), "La dea bendata", la "Donna con colomba" (gessi) e "Il cavallo alato" (bronzo), e infine, i temi religiosi come la "Mater Ecclesiae" (gesso) e la "Via Crucis" a quattro figure (bassorilievo in bronzo).
Nel 1999 viene intitolata al Maestro Rubino la Sala Mostre del Centro Congressi Marconi di Alcamo, e il 20 aprile 2007 viene inaugurata la gipsoteca dedicata allo scultore presso il Castello dei conti di Modica di Alcamo.
Attualmente la collezione Rubino è ospitata in mostra permanente presso il Museo d'arte contemporanea di Alcamo nell'ex Collegio dei Gesuiti. Le sue opere sono presenti in alcune gallerie (Galleria d'Arte Moderna di Roma, Museo di Roma ecc.) ed anche presso diverse collezioni private.

### Scultura e pittura di Rubino
Le sue opere sono caratterizzate da uno stile elegante e lineare con una stilizzazione che richiama l'arte classica ma sempre con una forte interpretazione personale.
Quanto alla tecnica scultorea Nicola Rubino utilizzava soprattutto la creta da cui ricavava la forma in gesso e la scultura in bronzo mediante la tecnica di fusione "a cera persa".
Come afferma lo studioso Gioacchino Aldo Ruggieri, nella realizzazione del portale della stazione ferroviaria Santa Lucia di Venezia, uno dei suoi più importanti lavori, riesce a fondere con armonia scultura neoclassica e moderna.
Esiste una stretta corrispondenza fra la sua scultura e la sua pittura: secondo Franco Miele, Rubino rivela la stessa abilità nel modellare una statua o nell'utilizzo del colore; in entrambe le cose sa esprimere il tutto con una lineare semplicità.

## Opere
- Discobolo in riposo e gruppo Fontana dei Centauri, Stadio dei Marmi Foro Italico di Roma, 1930, marmo
- Madonna dell'Assunta, Cattedrale di Messina, 1947, statua in marmo
- Via Crucis, Cattedrale di Pantelleria, 1952, bronzo[1]
- Acrobati, gruppo in bronzo, Napoli[4]
- Madonna, Chiesa di Santa Chiara in Roma, 1955, bronzo
- Portale della stazione di Santa Lucia di Venezia, 1956, pietra grigia d'Istria
- 7 Stazioni della Via Crucis, Chiesa di Santa Maria della Mercede in Roma, 1957, bronzo
- La Crocifissione, stazione della Via Crucis, Chiesa parrocchiale di Avilla di Buia (Udine), 1959
- Bassorilievo in bronzo, Istituto Tecnico "Maffeo Pantaleoni" di Roma, 1959
- Pannello e formelle in ceramica da attaccare alle costruzioni INA-CASA, 1959[1]
- Cielo d'Alcamo alla corte di Federico II, bassorilievo in bronzo, Porta Palermo di Alcamo, 1961
- Vita attiva della città di Alcamo, bassorilievo, Porta Palermo di Alcamo, 1961, bronzo
- Cristo Lavoratore, Cittadella Cristiana di Assisi, 1961,  Bassorilievo in bronzo
- Battesimo di Gesù, Fonte battesimale, Chiesa di S. Gregorio VII in Roma, 1962, bassorilievo[1]
- Bassorilievo, edificio dell'INPS di Lecce, 1964, marmo
- Bassorilievo, edificio dell'INPS di Campobasso, 1964, marmo
- Bassorilievo, edificio dell'INPS di Roma EUR, 1969, marmo
- Bassorilievo, edificio dell'INPS di Siracusa, 1970, bronzo
- Bassorilievo, edificio dell'INPS di Cuneo, 1973, bronzo

Alcune opere realizzate tra gli anni Cinquanta e Sessanta sono esposte nella gipsoteca dell'ex Collegio dei Gesuiti di Alcamo; tra le più significative ci sono:
- Ballerina, marmo
- Donna che si pettina, marmo
- Bagnante faraonica, marmo
- Madre con bambino, marmo
- La giustizia, bassorilievo traforato in bronzo
- La dea bendata, gesso
- La donna con colomba, gesso
- Il cavallo alato, bronzo
- Mater Ecclesiae, gesso
- Via Crucis in quattro quadri, bassorilievo in bronzo
- Gruppo scultoreo con cavallo alato, bronzo
- Vita agreste e pastorale, bassorilievo traforato in bronzo